# Вила (часопис)
Вила, лист за забаву, књижевнист и науку излазио је недељно у Београду од 3. јануара 1865. до 25. децембра 1868. У последњој години изласио је сваког 5. 15. и 25. у месецу. Покренуо га је и уређивао Стојан Новаковић, који је, још увек млад, у њему и обилно сарађивао.
Вила се међу часописима свог времена издваја пре свега књижевном вредношћу прилога из пера Лазе Костића, Милана Милићевића, Љубомира Ненадовића, Ђуре Јакшића, Милорад Шапчанин и др.